# Ponta da Graça (Príncipe)
A Ponta da Graça é uma formação geológica costeira de São Tomé e Príncipe, localizado a Este da ilha do Príncipe. Este acidente geológico localiza-se entre a Ponta Atalaia e a Ponta Viro Viro.